# Union Valdôtaine
Die Union Valdôtaine (UV; französisch für Vereinigung des Aostatals) ist eine Regionalpartei in Italien, die für die Autonomie der Region Aostatal und die Interessen der dort lebenden französischsprachigen Minderheit eintritt. 
Zwischen 1978 und 2020 war sie die stärkste Kraft im Regionalrat des Aostatals, zeitweilig sogar mit absoluter Mehrheit. Seither hat sie an Bedeutung verloren, stellt jedoch seit 2019 wieder mit Renzo Testolin den Präsidenten des Regionalrats. Im italienischen Parlament ist die UV mit einem Abgeordneten vertreten. Auf europäischer Ebene gehört die Partei der Europäischen Freien Allianz (EFA) an. Aus ihr wurde sie 2007 ausgeschlossen, ist aber 2022 wieder beigetreten.

## Zielsetzung
Art. 1 des Parteistatuts

« L’Union Valdôtaine, Mouvement politique qui se rattache aux principes du fédéralisme global, a comme finalité d’assurer l’épanouissement du caractère ethnique et linguistique du peuple valdôtain; d’en servir les intérêts culturels, politiques, sociaux et économiques; de favoriser la coopération entre les communautés ethniques. »

„Die Union Valdotaine, eine politische Bewegung, die sich auf die Grundsätze des globalen Föderalismus beruft, setzt sich als Ziel, die Entfaltung der ethnischen und sprachlichen Eigenschaft des Volkes des Aostatales zu gewährleisten; dessen kulturellen, politischen, sozialen und wirtschaftlichen Interessen zu dienen; die Kooperation zwischen den ethnischen Gemeinschaften zu begünstigen.“

## Entstehung
Die Partei entstand am 13. September 1945, einen Tag nachdem die italienische Regierung unter Ferruccio Parri zwei Dekrete verabschiedet hatte, das dem Aostatal erste Autonomierechte zugestand. Die Union verstand sich als Sammelbewegung von autonomistischen Politikern, die sich auf die politischen ideale des getöteten Antifaschisten Emile Chanoux beriefen. Konkret wollte man einen Ausbau der noch sehr bescheidenen Autonomie sowie deren internationale Absicherung erreichen.
Am 19. Oktober wurde die Partei von den alliierten Besatzern zugelassen.
Das provisorische Führungskomitee bildeten Albert Deffeyes, Lino Binel, Paul-Alphonse Farinet, Ernest Page, Victor Rosset, Jean-Joconde Stévenin, Robert Berton, Amédée Berthod, Félix Ollietti, Séverin Caveri, Maria Ida Viglino, Flavien Arbaney und Aimé Berthet. Severino Caveri wurde zum ersten Vorsitzenden, Albert Deffeyes zu seinem Stellvertreter bestellt.
1946 organisierte die Partei Großdemonstrationen in Pont-Saint-Martin, Morgex und Aosta, um die Autonomiebestrebungen zu untermauern.

## Die Jahre von 1949 bis 1966
Bei den ersten Regionalwahlen 1949 trat die Union Valdotaine zusammen mit der Democrazia Cristiana an. Die gemeinsame Liste erreichte 43,6 %, erhielt aufgrund des Mehrheitswahlrechtes 28 von 35 Sitzen. Severino Caveri wurde vom Regionalrat zum Präsidenten der Regionalregierung gewählt. Die Allianz scheiterte jedoch, und bei den nachfolgenden Wahlen 1954 konnte die Union nur mehr einen Sitz im Regionalrat für sich beanspruchen.
Danach bewegte sich die Union Valdotaine zunehmend auf das linke Parteienspektrum hinzu und konnte so bei den Parlamentswahlen 1958 sowohl den Senats- als auch den Kammersitz der kleinen Region für sich gewinnen. Bei den Regionalwahlen ein Jahr später gewann die Koalition aus Union Valdôtaine, Partito Socialista Italiano und Partito Comunista Italiano (sog. Lista del leone, dt. Löwenliste) die Mehrheit im Regionalrat, Oreste Marcoz wurde neuer Präsident der Region.
Bei den italienischen Parlamentswahlen am 18. April 1963 wurden wieder beide Sitze von der UV erobert. Bei den Regionalwahlen im Oktober desselben Jahres konnte die Parte 20,4 % auf sich vereinen, erlangte aufgrund des neuen Verhältniswahlrechts 7 Sitze. Séverin Caveri wurde wieder Regierungspräsident.
1966 zerbrach die Koalition, als die Sozialisten die Seiten wechselten und mit der Democrazia Cristiana ein Bündnis eingingen.

## Krise und Abspaltungen
Danach stürzte die Union Valdôtaine in eine tiefe Krise. Zuerst spaltete sich der konservative Flügel ab und gründete den Rassemblement Valdôtain (RV, Zusammentreffen des Aostatals), der sich zwischenzeitlich Mouvement Autonomiste Valdôtain nannte und mit den italienischen Christdemokraten im Regionalrat eine Koalition schmiedete. 1973 verließ ebenfalls der sozialdemokratische Flügel die Union, um die Union Valdôtaine Progressiste (UVP) zu gründen. Bei den Regionalwahlen 1973 kam die UV dann auf mäßige 11,5 %.
Selbst die Democrazia Cristiana wurde von der Spaltungswelle überrollt. Aus ihr gingen die Democratici Popolari (DP) hervor, die 1973 22,4 % der Stimmen bekamen.
In dieser turbulenten Zeit schaffte es die Union 1970 erstmals den Bürgermeister von Aosta zu stellen. Oreste Marcoz musste aber nach nur einem Jahr aufgeben.

## Die Wiederlangung der Macht
Die Union Valdôtaine konnte 1974 mit Mario Andrione den Vorsitz der Regionalregierung wiederlangen, in dem sie sich mit ihren abgespalteten Schwesterparteien zusammentat und sich von DC und PSI tolerieren ließ.
Bei den Regionalwahlen 1978 konnte die wiedererstärkte Partei 24,7 % erreichen, wuchs 5 Jahre später auf 27,1 %.
Nachdem Mario Andrione aufgrund der Casino-Affaire 1984 zurücktreten musste, übernahm Augusto Rollandin die Regierung, die von UV, DC, DP, UVP und PRI unterstützt wurde. Bei den Regionalwahlen 1988 kam die Union dann auf 34,2 %, Rollandin regierte mit einer dennoch um die Sozialisten erweiterte Koalition fort.
Die Legislaturperiode 1988–1993 war eine besonders turbulente. 1990 wurde die UV aus der Regierung gedrängt und der Christdemokrat Giovanni Bondaz neuer Regierungspräsident, auch unter Beteiligung der Autonomistes Démocrates Progressistes, die gemeinsame Liste von DP und RV.
Bei den Parlamentswahlen 1992 konnten sich beide Kandidaten der Union, Luciano Caveri und Cesare Dujany gegen das Kartell der in der Region regierenden Parteien durchsetzen. Daraufhin kam es zu einer neuen Regierungskrise, woraufhin die UV wieder in die Regierungsverantwortung kam: neuer Regionalpräsident wurde Ilario Lanivi, von der kurzlebigen Partei Autonomisti Indipendenti (AI).
1993 eroberte die Union Valdôtaine 37,3 % der Stimmen, 13 Regionalratssitze und mit Dino Viérin die Präsidentschaft. Bei den Wahlen 1998 baute sie ihre Stimmen aus und erlangte mit 17 Sitzen nur einen weniger als die absolute Mehrheit.
Von 2000 bis 2003 konnte die Partei zum ersten und bis heute einzigen Mal einen Abgeordneten ins Europaparlament zu entsenden: Luciano Caveri, der allerdings auf der Liste von Prodis Democratici stand.
Bei den Wahlen 2003 gelang ihr schließlich erstmals, die absolute Mehrheit zu erreichen. Carlo Perrin wurde zum Präsidenten der Region gewählt, zwei Jahre danach musste er den Posten an Luciano Caveri abtreten. Der ehemalige Regionalpräsident Roberto Louvin verließ 2005 die UV und gründete eine neue Partei namens Vallée d’Aoste Vive. Eine weitere Abspaltung erfolgte im Jahr darauf, als Carlo Perrin mit seinen Unterstützern Renouveau Valdôtain (RV) gründete. Beide Abspaltungen schlossen sich anlässlich der italienischen Parlamentswahlen 2006 mit der Partito Democratico im Aostatal zur Liste Autonomie Liberté Démocratie (ALD) zusammen, die der UV beide Sitze im italienischen Parlament abnehmen konnte.

## Seit 2006
Bei den Parlamentswahlen im April 2008 konnte die Union mit dem Wahlkartell Vallée d’Aoste den Senatssitz zurückerobern, den anschließend Antonio Fosson einnahm, während das Bündnis Autonomie Liberté Démocratie den Sitz in der Abgeordnetenkammer behielt. Bei den Regionalwahlen im Mai desselben Jahres verlor die Union Valdôtaine die absolute Mehrheit (44,4 %) und bildete zusammen mit der Stella Alpina und der Fédération Autonomiste eine Regierung, die wieder einmal von Augusto Rollandin angeführt wurde. Die beiden UV-Abspaltungen Vallée d’Aoste Vive und Renouveau Valdôtain fusionierten 2010 zur Autonomie Liberté Participation Écologie (ALPE). Eine weitere Abspaltung ereignete sich Ende 2012, als drei Regionalräte die UV verließen und die Union Valdôtaine Progressiste (UVP) bildeten. Die Zersplitterung der Konkurrenz bewirkte, dass die UV trotz Stimmenverlusten bei der italienischen Parlamentswahl im März 2013 den Senatssitz behielt. 
Bei der Regionalwahl 2013 fiel die UV um elf Prozentpunkte auf 33,5 % der Stimmen und verlor vier Sitze. Dank einer Koalition mit Stella Alpina konnte Augusto Rollandin aber bis zu einem Misstrauensvotum im März 2017 weiterregieren. Dann wurde er von Pierluigi Marquis von Stella Alpina abgelöst, der eine neue Koalition mit den bisherigen Oppositionsfraktionen UVP und ALPE bildete und die Union Valdôtaine ihrerseits in die Opposition schickte. Schon ein halbes Jahr später kam es erneut zum Bündnis- und Regierungswechsel, als Laurent Viérin (UVP) eine neue Koalition mit UV und PD bildete. Bei der Regionalwahl 2018 stürzte die UV auf 19 Prozent der Stimmen und sieben Sitze ab – ihr schlechtestes Ergebnis seit 40 Jahren. Die zuvor im Aostatal bedeutungslose Lega wurde knapp hinter der UV zweitstärkste Kraft und bildete eine Koalition mit Stella Alpina, ALPE und Weiteren, die Nicoletta Spelgatti (Lega) zur Regionalpräsidentin wählte. Die Union Valdôtaine ging in die Opposition. Spelgatti wurde jedoch nach einem halben Jahr im Amt von ihren bisherigen Koalitionspartnern gestürzt. Antonio Fosson, ein ehemaliger Senator der UV, der die Partei 2016 verlassen und die Abspaltung Pour notre vallée gegründet hatte, bildete im Dezember 2018 eine Regionalregierung, der auch wieder die Union Valdôtaine angehörte. 
Fosson und zwei seiner Beigeordneten mussten im Dezember 2019 wegen des Vorwurfs von Verbindungen zur ’Ndrangheta (kalabrischen Mafia) zurücktreten. Der UV-Politiker Renzo Testolin übernahm interimsweise das Amt des Regionalpräsidenten bis zur vorgezogenen Regionalwahl im September 2020. Der Stimmenanteil der UV sank weiter auf 15,8 Prozent, sie fiel nun deutlich hinter der weiter erstarkten Lega auf den zweiten Platz. Allerdings bildeten UV, Stella Alpina und das neue links-grüne Bündnis Progetto Civico Progressista eine Koalition und wählten den UV-Vorsitzenden Erik Lavévaz zum Regionalpräsidenten. Zur italienischen Parlamentswahl 2022 schloss sich die UV mit dem Mitte-links-Bündnis um die Partito Democratico zusammen und gewann einen Sitz in der Abgeordnetenkammer, während der Senatssitz des Aostatals erstmals an die Lega ging.